# FINA Water Polo World Cup 1987 (maschile)
La 5ª edizione della Coppa del Mondo maschile di pallanuoto, organizzata dalla FINA, è stata disputata a Salonicco, in Grecia, dal 10 al 17 maggio 1987.
Le otto squadre partecipanti, che erano le prime otto classificate dei Mondiali 1986, si sono confrontate in un girone unico in cui ciascuna squadra ha affrontato tutte le altre una sola volta.

## Squadre partecipanti
- Cuba
- Germania Ovest
- Grecia
- Italia
- Jugoslavia
- Spagna
- Stati Uniti
- Unione Sovietica

## Risultati
|                  | Cuba (bandiera) | Germania Ovest (bandiera) | Grecia (bandiera) | Italia (bandiera) | Jugoslavia (bandiera) | Spagna (bandiera) | Stati Uniti (bandiera) | Unione Sovietica (bandiera) |
| ---------------- | --------------- | ------------------------- | ----------------- | ----------------- | --------------------- | ----------------- | ---------------------- | --------------------------- |
| Cuba             |                 | 9-14                      | 12-5              | 9-10              | 5-13                  | 9-12              | 7-8                    | 8-11                        |
| Germania Ovest   | 14-9            |                           | 10-4              | 7-8               | 12-12                 | 9-6               | 8-7                    | 9-9                         |
| Grecia           | 5-12            | 4-10                      |                   | 4-12              | 4-12                  | 8-11              | 2-10                   | 4-11                        |
| Italia           | 10-9            | 8-7                       | 12-4              |                   | 8-9                   | 12-6              | 3-7                    | 7-12                        |
| Jugoslavia       | 13-5            | 12-12                     | 12-4              | 9-8               |                       | 11-8              | 9-8                    | 9-9                         |
| Spagna           | 12-9            | 6-9                       | 11-8              | 6-12              | 8-11                  |                   | 7-8                    | 9-11                        |
| Stati Uniti      | 8-7             | 7-8                       | 10-2              | 7-3               | 8-9                   | 8-7               |                        | 5-7                         |
| Unione Sovietica | 11-8            | 9-9                       | 11-4              | 12-7              | 9-9                   | 11-9              | 7-5                    |                             |

## Classifica finale
|    | Squadra          | Punti | G | V | N | P | GF | GA | Diff |
| -- | ---------------- | ----- | - | - | - | - | -- | -- | ---- |
|    | Jugoslavia       | 12    | 7 | 5 | 2 | 0 | 75 | 54 | +21  |
|    | Unione Sovietica | 12    | 7 | 5 | 2 | 0 | 70 | 51 | +19  |
|    | Germania Ovest   | 10    | 7 | 4 | 2 | 1 | 69 | 55 | +14  |
| 4. | Stati Uniti      | 8     | 7 | 4 | 0 | 3 | 53 | 43 | +10  |
| 5. | Italia           | 8     | 7 | 4 | 0 | 3 | 60 | 54 | +6   |
| 6. | Spagna           | 4     | 7 | 2 | 0 | 5 | 59 | 68 | -9   |
| 7. | Cuba             | 2     | 7 | 1 | 0 | 6 | 59 | 73 | -14  |
| 8. | Grecia           | 0     | 7 | 0 | 0 | 7 | 31 | 78 | -47  |

## Fonti
- (EN) Todor66.com - Sport Statistics Archive, su todor66.com.